# Beaver Bay (Minnesota)
Beaver Bay es una ciudad ubicada en el condado de Lake en el estado estadounidense de Minnesota. En el Censo de 2010 tenía una población de 181 habitantes y una densidad poblacional de 55,51 personas por km².

## Geografía
Beaver Bay se encuentra ubicada en las coordenadas 47°15′24″N 91°17′57″O / 47.25667, -91.29917. Según la Oficina del Censo de los Estados Unidos, Beaver Bay tiene una superficie total de 3.26 km², de la cual 1.9 km² corresponden a tierra firme y (41.7%) 1.36 km² es agua.

## Demografía
Según el censo de 2010, había 181 personas residiendo en Beaver Bay. La densidad de población era de 55,51 hab./km². De los 181 habitantes, Beaver Bay estaba compuesto por el 91.71% blancos, el 1.1% eran afroamericanos, el 1.66% eran amerindios, el 0% eran asiáticos, el 0% eran isleños del Pacífico, el 0% eran de otras razas y el 5.52% pertenecían a dos o más razas. Del total de la población el 0% eran hispanos o latinos de cualquier raza.